# 최준례
최준례(1889년 3월 19일~1924년 1월 1일)는 독립운동가 김구의 부인이다.